# Tramvajica
Jezero Tramvajica (Keter jezera) površine ukupno oko 5 hektara) nalazi se u Koprivničko-križevačkoj županiji u južnom dijelu područja općine Legrad. Jezerom gospodari ŠRK "Smuđ" Legrad.

## Opis
Jezero je udaljeno oko 500 metara od rijeke Drave iz koje se opskrbljuje vodom i 2 km od najvećeg podravskog jezera Šoderica (≈230 ha). 250 metara zapadno nalazi se Jegeniš (≈66 ha), drugo po veličini jezero u Podravini. To je umjetno jezero nastalo iskapanjem šljunka i pijeska. Iskop još traje pa je voda na tim mjestima nešto mutnija. Obala jezera je nešto malo povišena i strma na sjevero-istočnom dijelu gdje je relativno prohodna obrasla niskim i visokim raslinjem, trskom, rogozom, šašom i šikarom. Ovdje se nalazi i nekoliko vikendica, bajti i kamp kućica uglavnom za potrebe ribolovaca. Pristup relativno bistroj vodi je moguć na više desetaka ribičkih mjesta. Oko jezera iza raslinja su poljoprivredne površine, livade i šumarci, na zapadu prema Dravi raslinje i šikara a na jugozapadu deponij izvađenog šljunka. Za potrebe odvoza šljunka izgrađena je i željeznička pruga od stanice Botovo pokraj jezera Šoderica do jezera Jegeniš. Dno jezera je šljunkovito, samo mjestimično muljevito i mjestimično obraslo vodenom travom (krocanj) a ima i bijelog lopoča. Jezero se poribljava i bogato je skoro svim ribljim vrstama koje obitavaju u ovom kraju: posebno šaran (divlji/vretenasti i ribnjački/bezljuskaš), pastrvski grgeč bass, amur, obični grgeč, tolstolobik (bijeli/sivi glavaš), smuđ, som, štuka, linjak i ostala sitnija riba (unesene-alohtone invazivne vrste patuljasti som-američki som i sunčanica i koje obitavaju u ovom području -autohtonih vrsta deverika, crvenperka, klen, žutooka-bodorka, bjelica-uklija, krkuša, gavčica i dr.).. Zabranjena je uporaba čamaca.

## Galerija
- Tramvajica jezero